# Polystichum andinum
Polystichum andinum är en träjonväxtart som beskrevs av Rodolfo Amando Philippi. Polystichum andinum ingår i släktet Polystichum och familjen Dryopteridaceae. Inga underarter finns listade.